# Салнайс, Волдемарс
Во́лдемарс Са́лнайс (латыш. Voldemārs Salnais; 20 мая 1886, Паури, Лубанская волость, Венденский уезд — 4 августа 1948, Стокгольм) — латвийский государственный деятель и дипломат, министр труда (1925) и иностранных дел (1933—1934) Латвии.

## Биография
Учился в Рижском реальном училище, принимал участие в нелегальных собраниях учащихся, симпатизировал социал-демократическим идеям. Участник революционных событий 1905 г. в Латвии, член Социал-демократии Латышского края (СДЛК).
В 1907 г. делегат V съезда РСДРП в Лондоне от Рижской организации СДЛК (партийная кличка Шиман); на съезде, в отличие от большинства латвийских социал-демократов, примыкал к меньшевикам.
По возвращении из Лондона был арестован в Риге и приговорён военным судом к шести годам каторжных работ за революционную деятельность. Отбывал наказание в Александровском централе под Иркутском. После освобождения был водворён на поселение в деревню Косая Степь Иркутской губернии, откуда вскоре бежал в США. Обосновался в Бостоне, посещал курсы Института Лоуэлла по экономике, сотрудничал в латышских социал-демократических газетах.
Осенью 1917 г. в связи с революционными событиями в России отправился из США назад. В первой половине 1918 года находился в Харбине, редактировал русскую социал-демократическую газету «Голос труда», основал местное отделение Общества самоопределения Латвии (латыш. Latvijas pašnolemšanās biedrība).
Осенью 1918 г. перебрался во Владивосток, где недолгое время работал помощником пресс-секретаря министерства иностранных дел Временного Сибирского правительства, затем до 1920 г. руководил отделом статистики в местном отделении Центросоюза. Одновременно в 1919—1920 гг. заместитель председателя центрального бюро Национального совета латышей Сибири и Дальнего Востока.
В апреле 1920 г. вернулся в Латвию и до 1937 года работал в Государственном статистическом управлении как заместитель директора и директор — временами оставляя эту работу в связи с занятием политических должностей.
В 1921—1923 гг. заместитель министра иностранных дел З. А. Мейеровица, в этом качестве занимался вопросами вступления Латвии в Лигу наций. На выборах 1922 года избран депутатом Сейма Латвии от партии меньшевиков. В апреле-декабре 1925 г. министр труда Латвии, в 1933—1934 гг. министр иностранных дел.
В мае 1937 г. назначен послом Латвии в Швеции и, по совместительству, в Дании и Норвегии. После советской оккупации Латвии летом 1940 года отказался признать новое латвийское правительство и вернуться в Латвию. В 1943—1944 гг. поддерживал постоянные контакты с Латвийским центральным советом, в 1944 г. занимался вопросами приёма в Швеции беженцев из Латвии.

## Награды
Кавалер Ордена Трёх звёзд второй и третьей степени, а также государственными наградами Бельгии, Египта, Эстонии, Литвы, Польши, Финляндии и Швеции.